# A Man from Wyoming
Pour plus de détails, voir Fiche technique et Distribution.
A Man from Wyoming est un film américain réalisé par Rowland V. Lee, sorti en 1930.

## Synopsis
Après l'entrée en guerre des États-Unis, Jim Baker et Jersey, deux ingénieurs qui travaillaient à la construction d'un pont dans le Wyoming, s'engagent et sont affectés en France dans le Génie. Patricia Hunter, une jeune Américaine qui s'était engagée comme ambulancière, déserte à la suite du caractère trop routinier de son travail. Alors qu'elle se trouve dans la zone tenue par la compagnie à laquelle appartient Jim, il la sauve d'un pilonnage ennemi. De retour à l'arrière du front, ils font plus ample connaissance, tombent amoureux et se marient secrètement. Plus tard, Jim est rappelé au front. Patricia est sur le point de passer en cour martiale lorsqu'elle apprend la mort de Jim. Pour noyer son chagrin, elle ouvre le château familial à des spectacles pour les soldats. Jim, qui n'était que blessé, essaie de la persuader de retourner avec lui dans le Wyoming. Lorsqu'elle refuse, il repart pour le front. Le jour de l'Armistice, il la retrouve dans le village où ils s'étaient mariés. 

## Fiche technique
- Titre original : A Man from Wyoming
- Réalisation : Rowland V. Lee
- Scénario : John V. A. Weaver, Albert Shelby Le Vino
- Costumes : Travis Banton
- Photographie : Harry Fischbeck
- Son : Gene Merritt
- Montage : Robert Bassler
- Musique : Karl Hajos
- Société de production : Paramount Publix Corporation
- Société de distribution : Paramount Publix Corporation
- Pays d'origine :  États-Unis
- Langue originale : anglais
- Format : noir et blanc — 35 mm — 1,20:1 — son Mono (Western Electric Sound System)
- Genre : Drame
- Durée : 70 minutes
- Dates de sortie : 12 juillet 1930

## Distribution
- Gary Cooper : Jim Baker
- June Collyer : Patricia Hunter
- Regis Toomey : Jersey
- Morgan Farley : 	Lieutenant Lee
- E.H. Calvert : Major Général Hunter
- Mary Foy : Inspectrice
- Émile Chautard : le maire
- Edgar Dearing (en) : le sergent
- William B. Davidson : le major
- Ben Hall (en) : l'ordonnance
- J. Parker McConnell : le capitaine dans la tranchée